# Evidenzwert
Der Evidenzwert basiert auf dem Handlungs- und Entstehungskontext von Unterlagen und erfüllt so die Nachweisfunktion von Information. Dadurch sind fundierte Aussagen bezüglich der Aufgaben und Ziele einer Organisation sowie deren Struktur und Prozesse möglich.
Der Wert von Unterlagen kann nämlich einerseits in Primär- und Sekundärwert, andererseits in Evidenz- und Informationswert unterteilt werden. Der Evidenzwert steht im Zusammenhang mit dem Konzept der Federführung und ist bedeutend für die historischen Hilfswissenschaften.